# 申和容
申 和容（シン・ファヨン、Shin Hwa-yong、1983年4月13日 - ）は、大韓民国出身の元サッカー選手。ポジションはゴールキーパー。

## 来歴

### クラブ
浦項スティーラースの下部組織で育ち、2004年にトップチームに昇格した。

## タイトル

### クラブ
浦項スティーラース
- Kリーグ：2回 (2007, 2013)
- 韓国FAカップ：1回 (2008)
- 韓国リーグカップ：1回 (2009)
- AFCチャンピオンズリーグ：1回 (2009)

### 個人
- Kリーグベストイレブン：1回 (2009)